# 2-я Гонконгская кинопремия
2-я церемония Гонконгской кинопремии, на которой были отмечены лучшие фильмы 1982 года, состоялась 31 августа 1983 года в Гонконгском баптистском университете, Гонконг. Во время церемонии вручались награды в 13 категориях.

## Статистика
| Фильм                         | номинации | победы |
| ----------------------------- | --------- | ------ |
| • Люди в лодках               | 11        | 5      |
| • Кочевник                    | 9         | 0      |
| • Одинокие 15 лет             | 7         | 1      |
| • Жизнь после жизни           | 4         | 1      |
| • Он живёт ночью              | 3         | 2      |
| • Блудный сын                 | 3         | 1      |
| • Прорыв из Сайинпхуня        | 3         | 0      |
| • Мы не ангелы                | 2         | 1      |
| • Безумная миссия             | 2         | 1      |
| • Счастливые 16 лет           | 2         | 0      |
| • Мечтатели                   | 2         | 0      |
| • Карманники                  | 1         | 1      |
| • Затмение                    | 1         | 0      |
| • Багровая улица              | 1         | 0      |
| • Однажды в мираже            | 1         | 0      |
| • Убийца тигров               | 1         | 0      |
| • Дело на двоих               | 1         | 0      |
| • Лорд дракон                 | 1         | 0      |
| • Ниндзя в логове дракона     | 1         | 0      |
| • Легендарное оружие Китая    | 1         | 0      |
| • Магические бойцы            | 1         | 0      |
| • Храм Шаолинь                | 1         | 0      |
| • Душа ветра                  | 1         | 0      |
| • Моя дорогая, моя богиня     | 1         | 0      |
| • Пока смерть не напугает нас | 1         | 0      |
| • Однажды на радуге           | 1         | 0      |

## Список номинантов и лауреатов
★ Победители выделены отдельным цветом. 
| Номинация                         | Лауреаты и номинанты | Лауреаты и номинанты                                                                | Лауреаты и номинанты                |
| --------------------------------- | --- | ----------------------------------------------------------------------------------- | ----------------------------------- |
| Лучший фильм                      | | ★ «Люди в лодках» режиссёр: Энн Хёй                                                 | ★ «Люди в лодках» режиссёр: Энн Хёй |
| Лучший фильм                      | • «Кочевник» режиссёр: Патрик Тхам                                                                                                  |                                                                                     |                                     |
| Лучший фильм                      | • «Одинокие 15 лет» режиссёр: Дэвид Лэй                                                                                             |                                                                                     |                                     |
| Лучший фильм                      | • «Прорыв из Сайинпхуня» режиссёр: Терри Тонг                                                                                       |                                                                                     |                                     |
| Лучший фильм                      | • «Блудный сын» режиссёр: Саммо Хун                                                                                                 |                                                                                     |                                     |
| Лучшая режиссёрская работа        | | ★ Энн Хёй за фильм «Люди в лодках»                                                  | ★ Энн Хёй за фильм «Люди в лодках»  |
| Лучшая режиссёрская работа        | • Дэвид Лэй за фильм «Одинокие 15 лет»                                                                                              |                                                                                     |                                     |
| Лучшая режиссёрская работа        | • Патрик Тхам за фильм «Кочевник»                                                                                                   |                                                                                     |                                     |
| Лучшая режиссёрская работа        | • Клиффорд Чои за фильм «Мечтатели»                                                                                                 |                                                                                     |                                     |
| Лучшая режиссёрская работа        | • Саммо Хун за фильм «Блудный сын»                                                                                                  |                                                                                     |                                     |
| Лучшая женская роль               | ★ Бекки Лэм за фильм «Одинокие 15 лет»                                                                                              | ★ Бекки Лэм за фильм «Одинокие 15 лет»                                              |                                     |
| Лучшая женская роль               | • Сильвия Чан за фильм «Мы не ангелы»                                                                                               |                                                                                     |                                     |
| Лучшая женская роль               | • Чери Чанг за фильм «Затмение» |                                                                                     |                                     |
| Лучшая женская роль               | • Кора Мяо за фильм «Люди в лодках»                                                                                                 |                                                                                     |                                     |
| Лучшая женская роль               | • Сизон Ма за фильм «Люди в лодках»                                                                                                 |                                                                                     |                                     |
| Лучшая мужская роль               | | ★ Карл Мака за фильм «Мы не ангелы»                                                 | ★ Карл Мака за фильм «Мы не ангелы» |
| Лучшая мужская роль               | ★ Саммо Хун за фильм «Карманники»                                                                                                   |                                                                                     |                                     |
| Лучшая мужская роль               | • Майкл Чан за фильм «Багровая улица»                                                                                               |                                                                                     |                                     |
| Лучшая мужская роль               | • Джордж Лам за фильм «Люди в лодках»                                                                                               |                                                                                     |                                     |
| Лучшая мужская роль               | • Лесли Чун за фильм «Кочевник» |                                                                                     |                                     |
| Лучший сценарий                   | ★ Кенг Чиен Чи за фильм «Люди в лодках»                                                                                             | ★ Кенг Чиен Чи за фильм «Люди в лодках»                                             |                                     |
| Лучший сценарий                   | • Яу Конг-Кин, Чан Кун-Чунг, Чан Ван-Ман, Эдди Фонг Линг-Чинг, Патрик Там Карминг, Кам Пинг-Хинг за фильм «Кочевник»                |                                                                                     |                                     |
| Лучший сценарий                   | • Манфред Вонг за фильм «Одинокие 15 лет»                                                                                           |                                                                                     |                                     |
| Лучший сценарий                   | • Ли Пик-Ва за фильм «Однажды в мираже»                                                                                             |                                                                                     |                                     |
| Лучший сценарий                   | • Ли Хань-Сян за фильм «Убийца тигров»                                                                                              |                                                                                     |                                     |
| Лучший новый актёр                | ★ Сизон Ма за фильм «Люди в лодках»                                                                                                 | ★ Сизон Ма за фильм «Люди в лодках»                                                 |                                     |
| Лучший новый актёр                | • Энди Лау за фильм «Люди в лодках»                                                                                                 |                                                                                     |                                     |
| Лучший новый актёр                | • Элейн Чоу за фильм «Мечтатели» |                                                                                     |                                     |
| Лучший новый актёр                | • Сесилия Ип за фильм «Кочевник» |                                                                                     |                                     |
| Лучший новый актёр                | • Пэт Ха за фильм «Кочевник» |                                                                                     |                                     |
| Лучший новый актёр                | • Ирен Ван за фильм «Одинокие 15 лет»                                                                                               |                                                                                     |                                     |
| Лучший новый актёр                | • Ирен Ван за фильм «Счастливые 16 лет»                                                                                             |                                                                                     |                                     |
| Лучшая операторская работа        | ★ Артур Вон за фильм «Он живёт ночью»                                                                                               | ★ Артур Вон за фильм «Он живёт ночью»                                               |                                     |
| Лучшая операторская работа        | • Вонг Чунг-Биу за фильм «Кочевник»                                                                                                 |                                                                                     |                                     |
| Лучшая операторская работа        | • Лай Суй-Мэн, Дэвид Чунг Чи-Ман за фильм «Прорыв из Сайинпхуня»                                                                    |                                                                                     |                                     |
| Лучшая операторская работа        | • Тонг Бо-Санг за фильм «Одинокие 15 лет»                                                                                           |                                                                                     |                                     |
| Лучшая операторская работа        | • Артур Вон за фильм «Жизнь после жизни»                                                                                            |                                                                                     |                                     |
| Лучший монтаж                     | ★ Тони Чоу за фильм «Он живёт ночью»                                                                                                | ★ Тони Чоу за фильм «Он живёт ночью»                                                |                                     |
| Лучший монтаж                     | • Кин Кин за фильм «Люди в лодках»                                                                                                  |                                                                                     |                                     |
| Лучший монтаж                     | • Дэвид Ву за фильм «Прорыв из Сайинпхуня»                                                                                          |                                                                                     |                                     |
| Лучший монтаж                     | • Тони Чоу за фильм «Жизнь после жизни»                                                                                             |                                                                                     |                                     |
| Лучший монтаж                     | • команда Mak Family за фильм «Одинокие 15 лет»                                                                                     |                                                                                     |                                     |
| Лучшая работа художника           | ★ Тони В за фильм «Люди в лодках»                                                                                                   | ★ Тони В за фильм «Люди в лодках»                                                   |                                     |
| Лучшая работа художника           | • Кеннет И, Уильям Чанг за фильм «Дело на двоих»                                                                                    |                                                                                     |                                     |
| Лучшая работа художника           | • Уильям Чанг за фильм «Кочевник»                                                                                                   |                                                                                     |                                     |
| Лучшая работа художника           | • Оливер Вонг за фильм «Жизнь после жизни»                                                                                          |                                                                                     |                                     |
| Лучшая работа художника           | • Оливер Вонг за фильм «Он живёт ночью»                                                                                             |                                                                                     |                                     |
| Лучшая постановка экшена          | ★ Саммо Хун, Лам Чинъин, Юань Бяо, Билли Чан за фильм «Блудный сын»                                                                 | ★ Саммо Хун, Лам Чинъин, Юань Бяо, Билли Чан за фильм «Блудный сын»                 |                                     |
| Лучшая постановка экшена          | • Кори Юэнь, Фун Хак-Он, Джеки Чан за фильм «Лорд дракон»                                                                           |                                                                                     |                                     |
| Лучшая постановка экшена          | • Кори Юэнь, Ман Хой за фильм «Ниндзя в логове дракона»                                                                             |                                                                                     |                                     |
| Лучшая постановка экшена          | • Кинг Ли, Сяо Хо, Лю Цзялян за фильм «Легендарное оружие Китая»                                                                    |                                                                                     |                                     |
| Лучшая постановка экшена          | • Юэнь Ву-Пин, Чиу Чунг-Хинг, Армстронг Юэнь, Юэнь Чун-Янь, Брэнди Юэнь, Клан Юэней, Юэнь Ят-Чо, Ау Юнг за фильм «Магические бойцы» |                                                                                     |                                     |
| Лучшая постановка экшена          | • Ма Инь-Тат, Пань Цинфу, Юэ Хой, Вонг Сеунг-Хой за фильм «Храм Шаолинь»                                                            |                                                                                     |                                     |
| Лучшая музыка                     | ★ Крис Бабида за фильм «Жизнь после жизни»                                                                                          | ★ Крис Бабида за фильм «Жизнь после жизни»                                          |                                     |
| Лучшая музыка                     | • Тедди Робин за фильм «Безумная миссия»                                                                                            |                                                                                     |                                     |
| Лучшая музыка                     | • Ло Винг-Фай за фильм «Люди в лодках»                                                                                              |                                                                                     |                                     |
| Лучшая музыка                     | • Чжу Хэнцянь за фильм «Душа ветра»                                                                                                 |                                                                                     |                                     |
| Лучшая музыка                     | • Вайолет Лам за фильм «Кочевник»                                                                                                   |                                                                                     |                                     |
| Лучшая песня                      | ★ Композитор/текст песни: Сэм Хёй • Исполнитель: Сэм Хёй за фильм «Безумная миссия»                                                 | ★ Композитор/текст песни: Сэм Хёй • Исполнитель: Сэм Хёй за фильм «Безумная миссия» |                                     |
| Лучшая песня                      | • Композитор: Чан Чау-Ха • Текст: Ричард Лам • Исполнитель: Ло Ван-На за фильм «Счастливые 16 лет»                                  |                                                                                     |                                     |
| Лучшая песня                      | • Композитор: Нип Он-Тат • Текст: Питер Лай Бей-Так • Исполнитель: Алан Там за фильм «Моя дорогая, моя богиня»                      |                                                                                     |                                     |
| Лучшая песня                      | • Композитор: Тедди Робин • Текст: Раймонд Вонг Бакминг • Исполнитель: Алан Там за фильм «Пока смерть не напугает нас»              |                                                                                     |                                     |
| Лучшая песня                      | • Композитор: Лам Ман-Йи • Исполнитель: Луи Он-На за фильм «Однажды на радуге»                                                      |                                                                                     |                                     |
| За вклад в развитие киноискусства | | ★ Шао Ифу                                                                           |                                     |